# Toyota Ractis
Toyota Ractis — субкомпактвэн, построенный на платформе NCP60. Двигатели: 1,3-литровый 2SZ-FE (87 л. с.) и 1,5-литровый 1NZ-FE (110 или 105 л. с. для 4WD). Появившись в качестве замены модели Fun Cargo, Ractis сегодня бил рекорды продаж: в январе 2005 года было продано более 7000 экземпляров, а месяцем раньше — более 8700. В одном из вариантов имеет большую стеклянную крышу («Panorama package»). Также доступна приборная панель OPTITRON, варианты климатической установки, регулируемый в двух плоскостях руль, веерные форсунки омывателя, обилие крючков, полочек и кармашков, широкие возможности трансформации салона, а также наличие систем ABS, EBD, VSC и TRC в базовом оснащении. Вариантов оснащения предусмотрено до семи: G (с вариантами «S package», «L package», «Panorama package» и «L Panorama package»), X и X «L package». Для переднеприводных версий предлагается вариатор Super CVT-i, а для полноприводных 4-ступенчатая АКПП Super ECT. Стоимость Ractis в Японии составляет 1428000 — 1932000 иен.
Название Ractis произошло от слова «Ракета», поскольку при малом весе и достаточном по мощности двигателе, он обладает неплохой динамикой разгона, в сравнении с автомобилями подобного класса.
По причине не успешности на европейском рынке предшественника модели «Corolla Spacio» (в Европе продавалась как «Toyota Yaris Verso») компания Тойота приняла решение в 2006 году сделать небольшой перерыв для Европы и поэтому Toyota Ractis первого поколения не поставлялся в Европу или Америку, а продавался только в праворульном исполнении на внутреннем рынке Японии, в Гонконге, Макао и Сингапуре. Данных автомобилей так же много и в России (почти все они ввезены подержанными с правым рулём).
В конце 2010 в Японии начались продажи второго поколения автомобиля Toyota Ractis (построенного уже на базе третьего поколения автомобиля Toyota Vitz (Toyota Yaris). Параллельно автомобиль Toyota Ractis второго поколения дебютировал и в Европе. Однако в Европе данный автомобиль продаётся под именем Toyota Verso-S. Кроме того, в отличие от японской версии, у европейцев есть возможность купить данный автомобиль с дизельным двигателем. Базовая версия Ractis оснащается 1,3-литровым мотором, развивающим 95 л. с. Более мощный вариант с двигателем объёмом 1,5 литра (103–109 л. с.).